# Auditeur d'inventaire
Pour les articles homonymes, voir Auditeur.
 (janvier 2013).
Si vous disposez d'ouvrages ou d'articles de référence ou si vous connaissez des sites web de qualité traitant du thème abordé ici, merci de compléter l'article en donnant les références utiles à sa vérifiabilité et en les liant à la section « Notes et références ».
Un auditeur d'inventaire ou inventoriste est une personne chargée par une entreprise d'effectuer l'inventaire d'une partie ou de la totalité d'un magasin, c'est-à-dire de compter l'ensemble des articles présents en rayon et/ou en réserve. Lorsque cette opération s'effectue en grandes surfaces, l'auditeur a alors le titre d'auxiliaire de rayon.

## Modes d'embauche
L'embauche peut se faire via une société d'intérim, une société spécialisée ou l'entreprise effectuant l'inventaire en interne. Aucun diplôme n'est généralement exigé ; l'entreprise forme généralement elle-même le personnel.

## Mission
Si l'auditeur utilisait un carnet et un crayon pour référencer tous les éléments auparavant, l'informatique a radicalement changé cela. L'auditeur utilise principalement deux outils :
- une station attachée par une ceinture ou une sangle, servant à recueillir toutes les informations, à les transmettre via un système Wi-Fi ou par clef USB. Cet appareil pèse environ 1 kg ;
- un lecteur de code-barres, plus petit que ceux utilisés en caisse, branché à la station, et fixé par une sangle à la main (généralement l'index ou le majeur) de manière que le pouce puisse actionner un bouton déclenchant la lecture d'un code. Cet outil est aussi appelé finger.

Les horaires sont extrêmement variables mais le métier se pratique souvent en horaires décalés, en dehors des heures d'ouverture au public et notamment de nuit.

## Rémunération
La rémunération pour un auditeur standard est le Salaire minimum interprofessionnel de croissance (SMIC), complété par une prime de 10 % pour le caractère précaire du travail et une autre de 10 % pour la non présence de congés payés[réf. nécessaire].
En raison des horaires, souvent nocturnes, de leur souplesse et du caractère simple de la tâche, ce travail est généralement effectué par des étudiants tout au long de l'année et par des personnes en situation précaire en tant que second emploi,.